# 热拉尔·纳翁
熱拉爾·納翁（法語：Gérard Nahon，法語發音：[ʒeʁaʁ naɔ̃]；1931年1月19日—2018年2月190日）出生於法國巴黎，是一位歷史學家和猶太教領域的教授。

## 生平

### 學術養成
他從法國國立東方語言文化學院希伯來語系畢業後，並且同時攻讀巴黎第十大學以及高等研究應用學院，畢業後續留在學校從事猶太教的相關研究工作，後來成為高等研究應用學院的研究主任，研究領域為猶太人的宗教科學。他對於教育和學習都充滿熱忱，因此求學期間也同時從事教職。

### 教育工作
- 1955年至1965年：在塞纳河畔讷伊投入高中的歷史和地理教育[3]
- 1972年至1996年：布魯塞爾自由大學猶太教研究中心擔任副教授
- 1972年：進入法國猶太神學院任教

## 受獎
- 2001年：藝術與文學勳章騎士勳章
- 2015年：法國榮譽軍團勳章騎士勳章